# Dzięczyna
Dzięczyna is een plaats in het Poolse district  Gostyński, woiwodschap Groot-Polen. De plaats maakt deel uit van de gemeente Poniec en telt 336 inwoners.